# Giovanni Camillo Cacace
Giovanni Camillo Cacace (Napoli, ... – Napoli, luglio 1656) è stato un giurista italiano.

## Biografia
L'anno di nascita è incerto. Alcune fonti indicano il 1578 mentre altre il 1571. Figlio dell'avvocato e benestante Giovanni Bernardino, che morì quando il figlio era adolescente, curò la sua istruzione uno zio materno, Giuseppe De Caro, anch'egli avvocato.
Dopo il liceo e mentre frequentava l'università praticò brevemente l'insegnamento di materie letterarie in un collegio dei Gesuiti della sua città.
Nel 1599 si laureò in giurisprudenza, seguendo la tradizione di famiglia. Fra i suoi maestri ebbe giuristi di chiara fama, come Alessandro Turamini.
Successivamente si dedicò alla carriera forense, ereditando, nel frattempo, una cospicua fortuna dallo zio materno che aveva curato la sua educazione.
Cultore di studi, anche dopo la laurea, entrò a far parte dell'Accademia degli Oziosi dopo una decina d'anni.
Come avvocato fu presto apprezzato dai suoi colleghi più famosi e gli vennero affidate difese in processi importanti.
Era un uomo schivo, religioso e affetto da una certa misoginia, oltre che molto restio a spendere il cospicuo patrimonio che aveva ereditato dallo zio e dalla madre.
Nel 1631 entrò in magistratura dove ebbe modo di farsi vale e scalò presto la carriera.
Divenuto presidente del tribunale, dopo qualche anno venne coinvolto in un problema con la corte spagnola e venne per breve tempo imprigionato. L'intervento del viceré riuscì comunque a sanare la questione e venne presto rimesso in libertà..
La sua carriere procedette, tra alti e bassi, ma sempre da protagonista.
Morì a Napoli, nel mese di luglio del 1656, mentre infuriava una grande epidemia di peste. Non avendo eredi lasciò gran parte del suo patrimonio ad un convento femminile di Napoli.